# Saronské ostrovy
Saronské ostrovy je skupina sedmi větších (a četných menších) ostrovů, z nichž některé se nacházejí v Saronském zálivu v Egejském moři a některé jižně od poloostrova Argolis. Saronské ostrovy jsou zvláště oblíbené u řeckých turistů. Patří do prefektury okresu Piraeus, a tedy do řeckého regionu Attika. Řecký termín „Argosaronské ostrovy“ zahrnuje také některé další malé, neobývané ostrovy v Argolickém zálivu, které politicky patří do oblasti Peloponés. Saronské ostrovy a Saronský záliv dostaly jméno podle mytického krále Sarona, o kterém se říká, že se v pravěku utopil při lovu v Psiftajském jezeře.
K Saronským ostrovům patří:
- Salamis (96,16 km²)

- Ägina (87,41 km²)
- Angistri (13,36 km²)
- Methana (50,16 km², poloostrov!)
- Poros (49,5 km²)
- Hydra (64,44 km²)
- Spetses (27,12 km²)
- Dokos (13,36 km²)

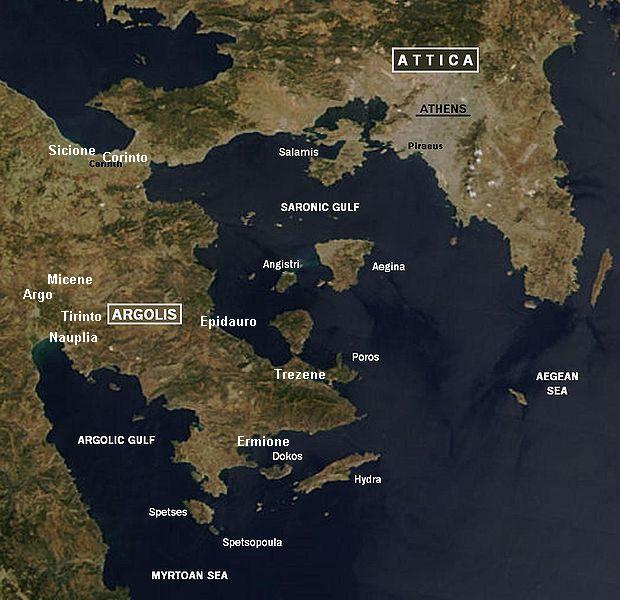
Saronský a Argolický záliv – Řecko (ze satelitu)

Ostrovy jsou dostupné trajektem z Pirea. Na všech je možno nocovat.
Geologicky patří (polo) ostrovy Aegina, Methana a Poros k severozápadní části Egejského oblouku, na kterém se nacházejí dosud aktivní sopky Methana, Milos, Santorin a Nisyros.
Methana je sice geograficky poloostrov, počítá se ale (pokud jde o krajinu a dopravu) k ostrovům Saronského zálivu.